# Golamalimbe
Golamalimbe (Malimbus ballmanni) är en västafrikansk fågel i familjen vävare.

## Utseende och läten
Golamalimben är en stor (18–20 cm) och mestadels svart, skogslevande vävare. På bröstet har hanen en guldgul halvmåne och även undergumpen är guldgul. Honan är nästan helsvart med bara en skugga av hanens halvmåne. Hanen sjunger en serie tjattrande ljud följt av en väsande fras som varar i tre sekunder, i engelsk litteratur återgivet som "cheg chig cheg cheg chega zzzzzzzzzzzzzzzz". Honans läte är liknande: "cheg cheg chig chag chaaag cheg chiiig".

## Utbredning och status
Golamalimben förekommer i regnskog i Sierra Leone, Liberia och sydvästra Elfenbenskusten. IUCN kategoriserar arten som nära hotad.

## Namn
Fågelns vetenskapliga artnamn hedrar Peter Ballmann, en tysk ornipaleontolog och samlare av specimen. Gola är namnet på en nationalpark i Sierra Leone samt ett västafrikanskt folkslag.